# Mischocyttarus ornatus
Mischocyttarus ornatus är en getingart som beskrevs av Zikan 1949. Mischocyttarus ornatus ingår i släktet Mischocyttarus och familjen getingar. Inga underarter finns listade i Catalogue of Life.